# Laurie Hawn
Laurie D. Hawn (né le 11 mai 1947 à Winnipeg, Manitoba) est un homme politique canadien

## Biographie
Il a été député à la Chambre des communes du Canada, représentant la circonscription albertaine de Edmonton-Centre de 2006 à 2015 sous la bannière du Parti conservateur du Canada.
Il est d'abord candidat dans Edmonton-Centre dans l'élection de 2004 ; il récolte 721 voix de moins que la députée libérale sortante Anne McLellan, alors vice-premier ministre du Canada. Il se présente de nouveau en 2006, remportant la victoire sur McLellan par une marge de 7 %, ce qui est une marge importante pour cette circonscription urbaine traditionnellement serrée.
Il a siégé aux Comités permanents de la défense nationale et de la sécurité publique et nationale de la Chambre des communes. Il ne s'est pas représenté lors des élections générales de 2015.